# Рёдигер, Александер
Александер Рёдигер (нем. Alexander Rödiger; род. 14 мая 1985, Айзенах, Эрфурт, ГДР) — немецкий бобслеист, выступающий за сборную Германии с 2006 года. Двукратный чемпион мира в четвёрких (2013, 2015), двукратный серебряный призёр чемпионатов мира, серебряный призёр Ванкувера, чемпион Европы.

## Биография
Александер Рёдигер родился 14 мая 1985 года в городе Айзенах, Тюрингия. С 2006 года стал заниматься бобслеем на профессиональном уровне и вскоре был приглашён в национальную сборную страны. Первые достойные результаты начал показывать после присоединения к команде пилота Андре Ланге, в 2006 году в Калгари одержал первую победу на этапе Кубка мира. Вместе им удалось выиграть золото на чемпионате Европы 2007 года в Кортина-д’Ампеццо, тогда как на чемпионате мира 2009 года в Лейк-Плэсиде их четвёрка взяла серебро
Благодаря череде успешных выступлений Рёдигер подтвердил своё право на место в главной сборной Германии и в 2010 году поехал защищать честь страны на Олимпийские игры в Ванкувер, где в составе четвёрки с Ланге, Кевином Куске и Мартином Путце занял вторую позицию и удостоился серебряной награды. В том же году их экипаж приехал первым на чемпионате Европы.
Одновременно с выступлениями за основную сборную Рёдигер также принимал участие в некоторых менее значимых турнирах, например, в 2008 году он занял второе место среди четырёхместных экипажей на молодёжном чемпионате мира. Уже во второй раз в карьере стал обладателем золотой награды европейского первенства в 2012 году, победив со своей четвёркой на трассе в Альтенберге.
В 2014 году Рёдигер побывал на Олимпийских играх в Сочи, где финишировал пятнадцатым в программе мужских двухместных экипажей и шестым в программе четырёхместных.